# Девичья башня (фестиваль)
Международный фестиваль искусства «Девичья башня» (азерб. «Qız qalası» Beynəlxalq incəsənət festivalı) — международный фестиваль искусства ежегодно проводящийся в столице Азербайджана, городе Баку с 2010 года, с целью популяризации символа столицы — Девичьей башни, находящейся на территории Ичери-шехер и включённой в 2000 году в Список объектов Всемирного наследия ЮНЕСКО.

## История фестиваля
На первом фестивале, организованном в 2010 году Фондом Гейдара Алиева, Управлением государственного историко-архитектурного заповедника «Ичеришехер» при Кабинете министров Азербайджанской Республики и Музеем современного искусства, принимали участие свыше 20 художников из 18 стран. Во втором фестивале в 2011 году участвовало 25 художников из 20 стран. В рамках этих фестивалей макеты Девичьей башни были украшены узорами в соответствии с национальными традициями художников.
В третьем международном фестивале «Девичья башня», проходившем в 2012 году, участвовали художники уже из 24 стран. В отличие от предыдущих фестивалей, третий фестиваль проводился с целью привлечения внимания к вымирающей «Кавказской пятёрке». В рамках фестиваля были изготовлены макеты джейрана, украшенные художниками. На церемонии закрытия фестиваля на поверхность Девичьей башни были спроецированы красочные изображения её макетов, которые были созданы на предыдущих фестивалях.
4 июля 2013 года на бульваре Ля Круазет в Каннах (Франция) состоялось открытие IV Международного фестиваля искусства «Девичья Башня», в церемонии открытия которой приняли участие президент Фонда Гейдара Алиева Мехрибан Алиева, вице-президент фонда Лейла Алиева, мэр города Канны, депутат Бернар Брошан, а также заместитель генерального секретаря ООН Филипп Дуст-Блази. Впервые фестиваль проходил за пределами Азербайджана. В рамках фестиваля, проводившегося с целью привлечь внимание к вымирающим джейранам, был представлен проект Фонда Гейдара Алиева по украшению макетов этих животных. На выставке, которая длилась 20 дней, представлены изготовленные макеты джейранов, украшенные художниками из различных стран мира. На тему «Девичья Башня» были выставлены композиции 26 художников, а на тему «Джейраны» — 17 художников.
В пятом фестивале, прошедшем в мае 2014 года в Баку, приняли участие 28 художников из 26 стран мира, украсившие макеты Девичьей башни и джейранов в своём национальном стиле.
VI Международный фестиваль искусства «Девичья Башня» прошел 11-14 июня 2015 года в Ичери Шехер. В фестивале приняли участие 27 художников из 17 стран. В рамках фестиваля художникам было предложено также раскрасить макеты граната и джейрана, являющихся символами первых Европейских игр «Баку-2015».
В 2016 году 18-21 сентября был проведен VII Международный фестиваль искусств "Девичья башня" в рамках "Азербайджанского городка" в Париже. На фестивале приняли участие как французские так и азербайджанские художники. В рамках проекта 17-18 сентября в Баку состоялся фестиваль "Девичья башня" для детей. На нем свои произведения представили до 30 участников. В рамках VII Международного фестиваля "Девичья башня" с 24 сентября по 2 октября в Баку состоялся первый международный симпозиум по скульптуре "Песнь в камне" (Music in Stone). На симпозиуме приняли участие 14 скульпторов из Азербайджана, Болгарии, Испании, Мексики, Германии, США, Индии, Венгрии, Грузии и Македонии.
22-24 сентября 2017 года прошел VIII Международный фестиваль искусств "Девичья башня". В рамках фестиваля молодые азербайджанские художники раскрасили макеты Девичьей башни.
IX  Международный фестиваль искусств "Девичья башня" состоялся 27-30 сентября 2018 года в рамках "Фестиваля поэзии, искусства, духовности – Насими". В фестивале участвовали 17 художников.

## Галерея

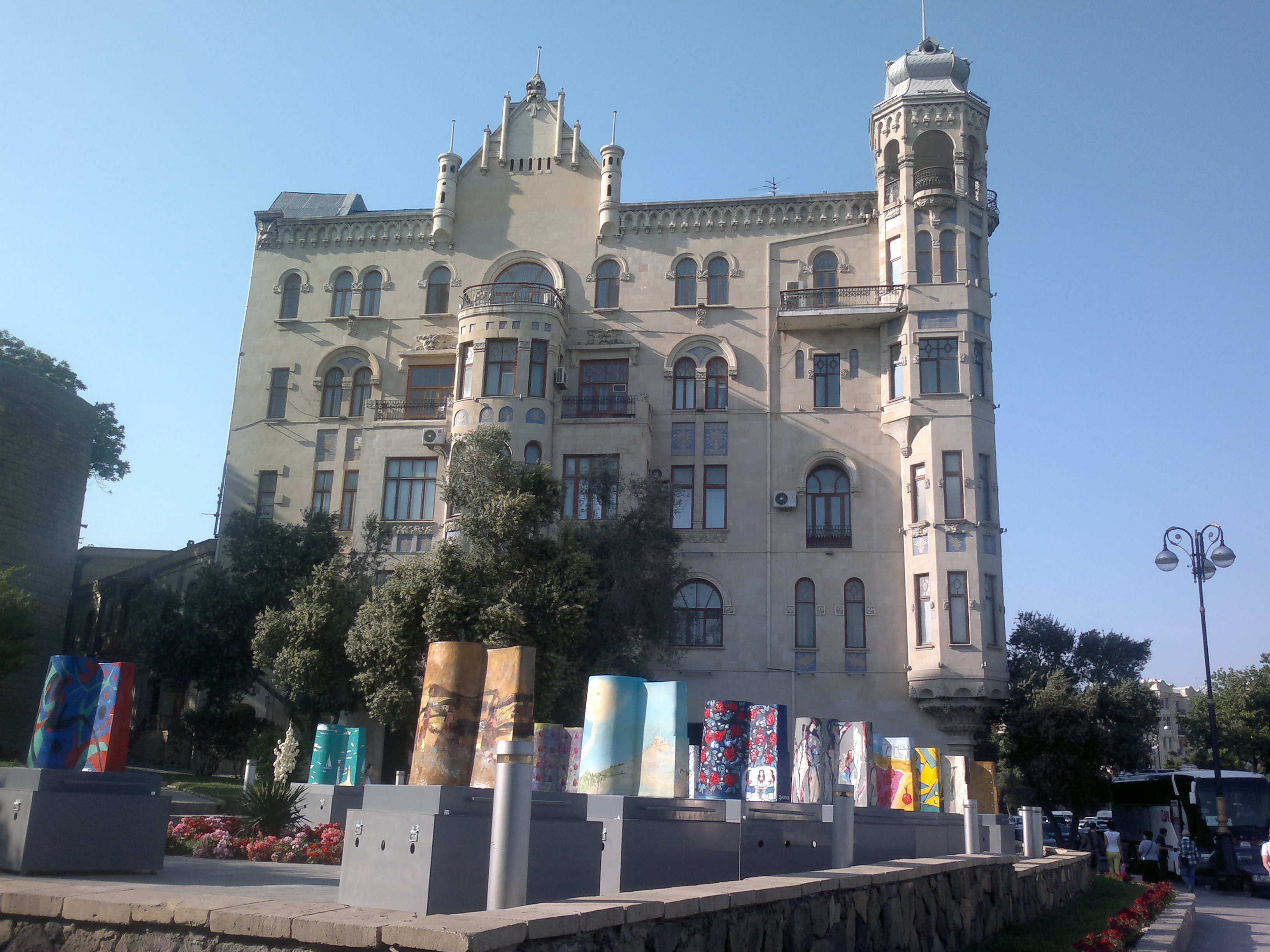
Макеты Девичьей башни на фоне Дома Гаджинского

## См.также
- Фестивали Азербайджана